# Assedio di Tuyên Quang
L'assedio di Tuyên Quang fu un importante scontro tra l'esercito francese e quello della dinastia Qing che ebbe luogo in Tonchino durante la guerra franco-cinese (agosto 1884 - aprile 1885). Una guarnigione francese di 630 uomini, tra cui due compagnie della Legione straniera, difese con successo la postazione di Tuyên Quang contro forze cinesi largamente superiori durante un assedio di quattro mesi, dal 24 novembre 1884 al 3 marzo 1885. La Tuyên Quang 1885 rimane tuttora una delle onorificenze di battaglia di cui la Legione va più fiera.

## Contesto

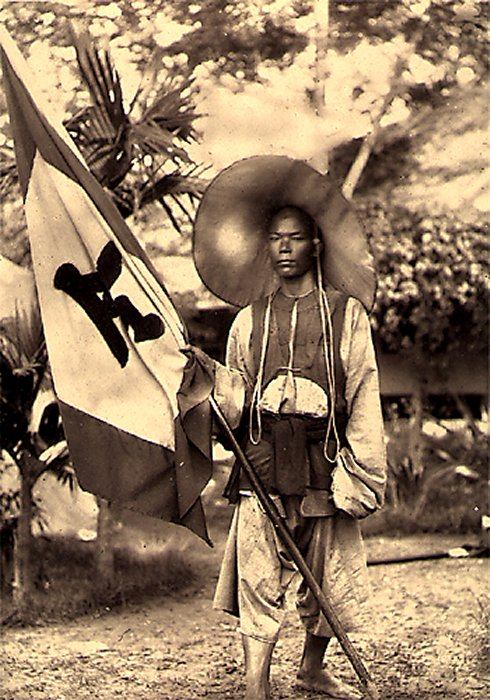
Soldato delle Bandiere nere

I francesi installarono una postazione a Tuyên Quang nel giugno 1884, dopo la conquista di Hưng Hóa e Thái Nguyên. Tuyên Quang, un insediamento isolato sul Fiume Chiaro, era l'avamposto francese più occidentale del Tonchino e distava 80 km dalla postazione francese più vicina a Phu Doan. Durante l'estate e l'autunno del 1884 fu presidiato da due compagnie del 1º battaglione del 1º reggimento della Legione Straniera (capitani Chmitelin e Broussier), sotto il comando dello chef de bataillon Frauger. Lo scoppio della guerra franco-cinese il 23 agosto 1884 espose la postazione all'attacco dell'Esercito dello Yunnan di Tang Jingsong e delle Bandiere nere di Liu Yongfu. Le difficoltà di rifornimento ritardarono la concentrazione delle forze cinesi intorno a Tuyên Quang, ma l'avanguardia dell'Esercito dello Yunnan cominciò ad impegnare la postazione già nell'ottobre 1884 e la guarnigione di Frauger dovette respingere una serie di attacchi. La malaria aveva inoltre pesantemente colpito gli uomini di Frauger e alla fine di ottobre 170 uomini della guarnigione su un totale di 550 erano inabili al servizio.
Nel novembre 1884 il generale Louis Brière de l'Isle, comandante del Corpo di spedizione del Tonchino, prese provvedimenti per rifornire e rinforzare Hưng Hóa, Thái Nguyên e Tuyên Quang. Il 19 novembre 1884, una colonna diretta a Tuyên Quang al comando del tenente colonnello Jacques Duchesne cadde in un'imboscata delle Bandiere nere nella gola di Yu Oc. La vittoria francese nella battaglia di Yu Oc permise a Duchesne di farsi strada fino alla postazione assediata. Frauger e i suoi uomini furono sostituiti da una nuova guarnigione costituita da 380 legionari e da 160 fucilieri tonchinesi al comando dello chef de bataillon Marc-Edmond Dominé del 2º battaglione di fanteria leggera africana. Duchesne lasciò Tuyên Quang il 23 novembre 1884 e il giorno successivo Dominé dichiarò formalmente lo stato d'assedio di Tuyên Quang. L'assedio durò poco più di quattro mesi.

## Forze in campo

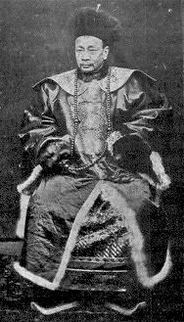
Tang Jingsong (1841–1903), comandante dell'esercito dello Yunnan all'assedio di Tuyên Quang

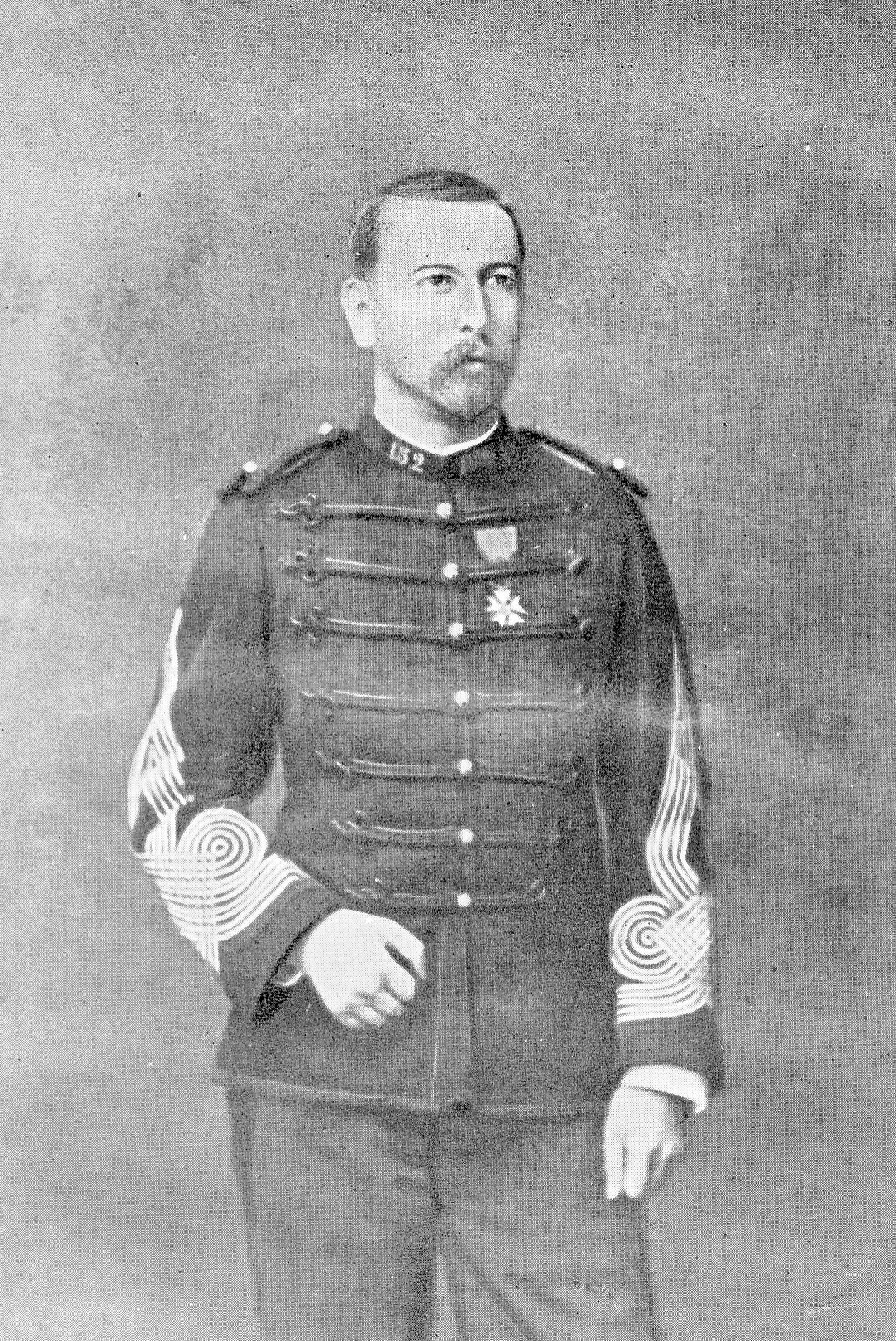
Lo chef de bataillon Marc-Edmond Dominé (1848–1920), comandante della guarnigione di Tuyên Quang

La nuova guarnigione di Tuyên Quang, forte di 611 uomini, era composta da due compagnie del 1º battaglione del 1º reggimento della Legione straniera (capitani Moulinay e de Borelli) al comando del capitano adjudant major Cattelin (per un totale di 8 ufficiali e 380 legionari), da una compagnia di fucilieri tonchinesi al comando del capitano della fanteria di marina Dia (per un totale di due ufficiali e 160 fucilieri), da una batteria di sei cannoni leggeri al comando del tenente Derappe (per un totale di un ufficiale e 31 artiglieri), da una squadra del genio al comando del sergente Bobillot (un sottufficiale e sette genieri), dall'equipaggio della cannoniera Mitrailleuse al comando dell'enseigne de vaisseau Senez (per un totale di un ufficiale e tredici uomini), da tre infermieri e da tre civili. La cannoniera era all'ancora nel Fiume Chiaro, vicino alla postazione francese.
L'esercito cinese che assediava Tuyên Quang era sotto il comando generale di Tang Jingsong. Le forze cinesi erano composte da 9000 uomini dell'Esercito dello Yunnan e da 3000 uomini dell'Esercito della bandiera nera. Le forze dell'Esercito dello Yunnan erano costituite da due divisioni, comandate dai luogotenenti di Tang Jingsong, Ding Huai (Ting Huai, 丁槐) e He Xiulin (Ho Hsiu-lin, 何秀林).

## La fortezza di Tuyên Quang
La fortezza francese di Tuyên Quang aveva le tipiche caratteristiche tipica dei piccoli e remoti avamposti dell'impero coloniale francese. Situata sulla sponda occidentale del Fiume Chiaro, vicino al villaggio tonkinese di Tuyên Quang, consisteva in una cittadella quadrata in muratura, con i lati delle mura lunghi 300 metri. All'interno del perimetro della cittadella si trovavano diverse baracche, un lago e una collinetta di terra a forma di pan di zucchero. Questa collina, che aveva l'aspetto di una formazione naturale, sostituiva a Tuyên Quang la torre tradizionalmente presente nelle cittadelle tonchinesi.
La cittadella era circondata da colline boscose, che duranteb l'assedio sarebbero state occupate dai cinesi. Dominé poteva fare ben poco per impedire ai cecchini cinesi di usare queste colline per sparare verso la cittadella, ma poteva almeno ritardare l'assalto principale del nemico costruendo opere esterne che tenessero i cinesi a una certa distanza dal perimetro principale. Di conseguenza, fece costruire su una collina 300 m a sud della cittadella un fortino che fu occupato da una munita forza di legionari. Costruì anche un perimetro difensivo separato a sud-est di Tuyên Quang, occupato dal capitano Dia e dalla sua compagnia di fucilieri tonchinesi. Questa posizione, centrata su una pagoda fortificata sulla riva del fiume, fu battezzata "Piccola Gibilterra". Queste posizioni potevano essere evacuate se necessario e, finché avessero retto, avrebbero limitato la pressione che i cinesi potevano esercitare sulla fortezza principale.

## Predisposizione dell'assedio

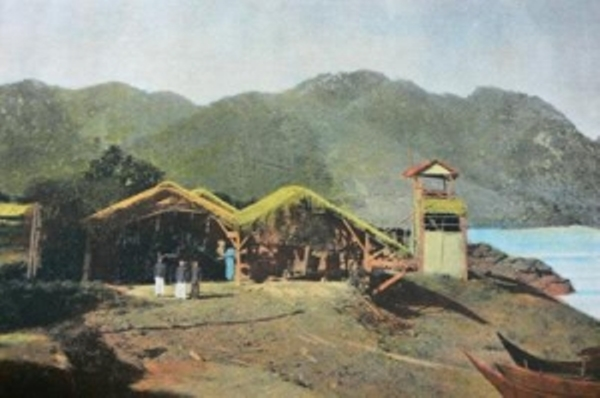
La postazione francese a Tuyên Quang: "un piccolo avamposto sorvegliato da tutti i lati"

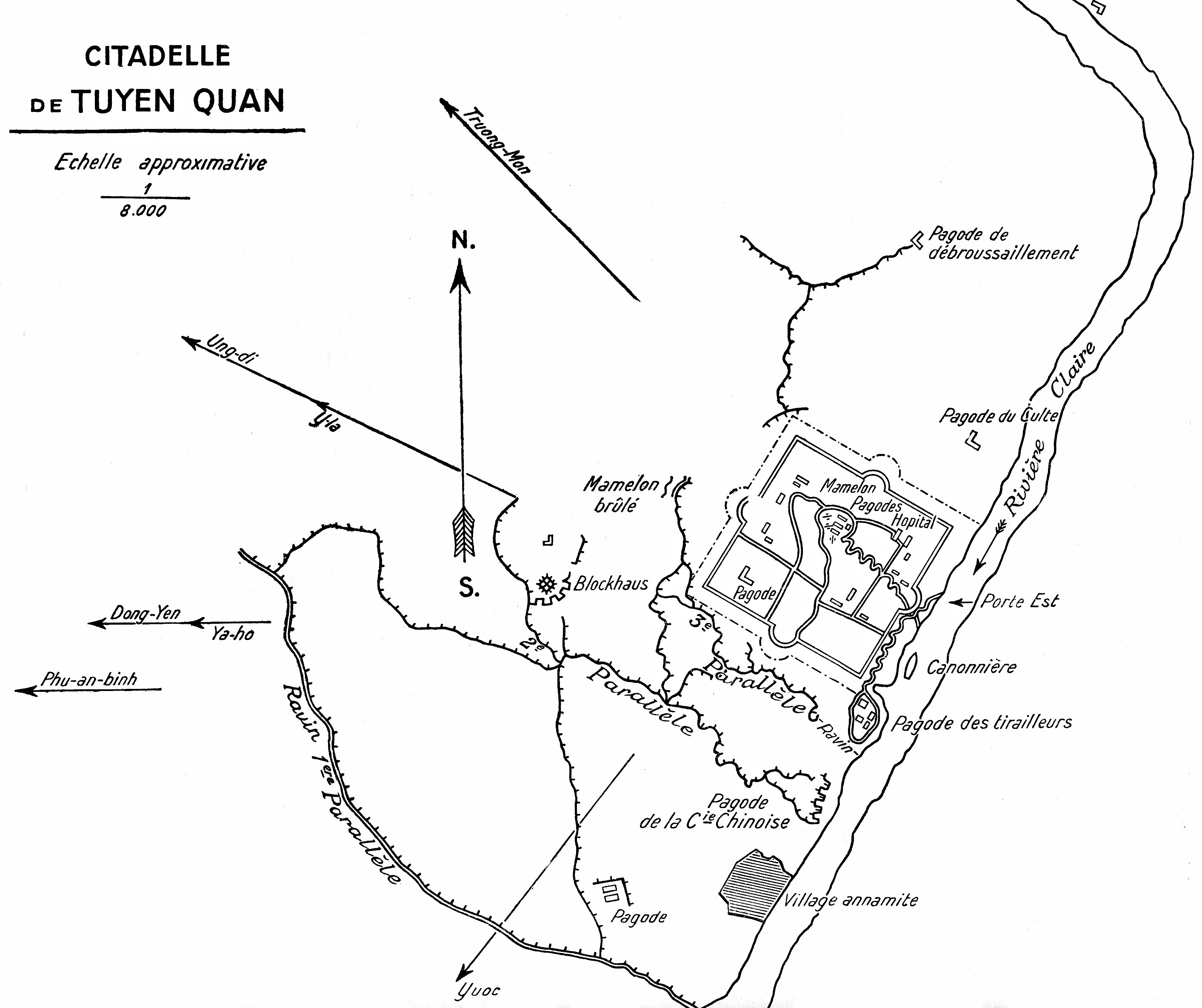
Mappa dell'assedio di Tuyên Quang

Nel novembre 1884 l'esercito dello Yunnan avanzò gradualmente lungo il Fiume Rosso da Lào Cai verso Tuyên Quang, costruendo una linea di campi trincerati a Pho En, Man Lanh, Ao Loc, Van Kieng e Son Long. A dicembre i cinesi costruirono a Thanh Quan, Ca Lanh e Phu An Binh tre enormi campi fortificati come basi per l'assedio di Tuyên Quang. Per gran parte di questo periodo le uniche truppe nemiche intorno a Tuyên Quang furono le Bandiere Nere di Liu Yongfu (3000 uomini) e un'avanguardia dell'esercito dello Yunnan sotto il comando personale di Tang Jingsong (2000 uomini). Le operazioni di assedio della postazione francese cominciarono a farsi sentire solo nella seconda metà di dicembre. All'inizio di gennaio 1885, i cinesi avevano 4000 uomini di fronte ai francesi a Tuyên Quang, 5000 uomini a protezione della loro lunga e vulnerabile linea di rifornimento verso Lao Cai e 3000 uomini schierati tra Tuyên Quang e Phu Doan, impegnati a fortificare una forte posizione a Hòa Mộc. Gli assedianti organizzarono gradualmente le loro linee attorno alla postazione francese di Tuyên Quang, occupando i villaggi di Phu An Binh, Dong Yen e Ya Ho a ovest della fortezza e Yla, Ung Di e Truong Mu a nord-ovest.

## L'assedio

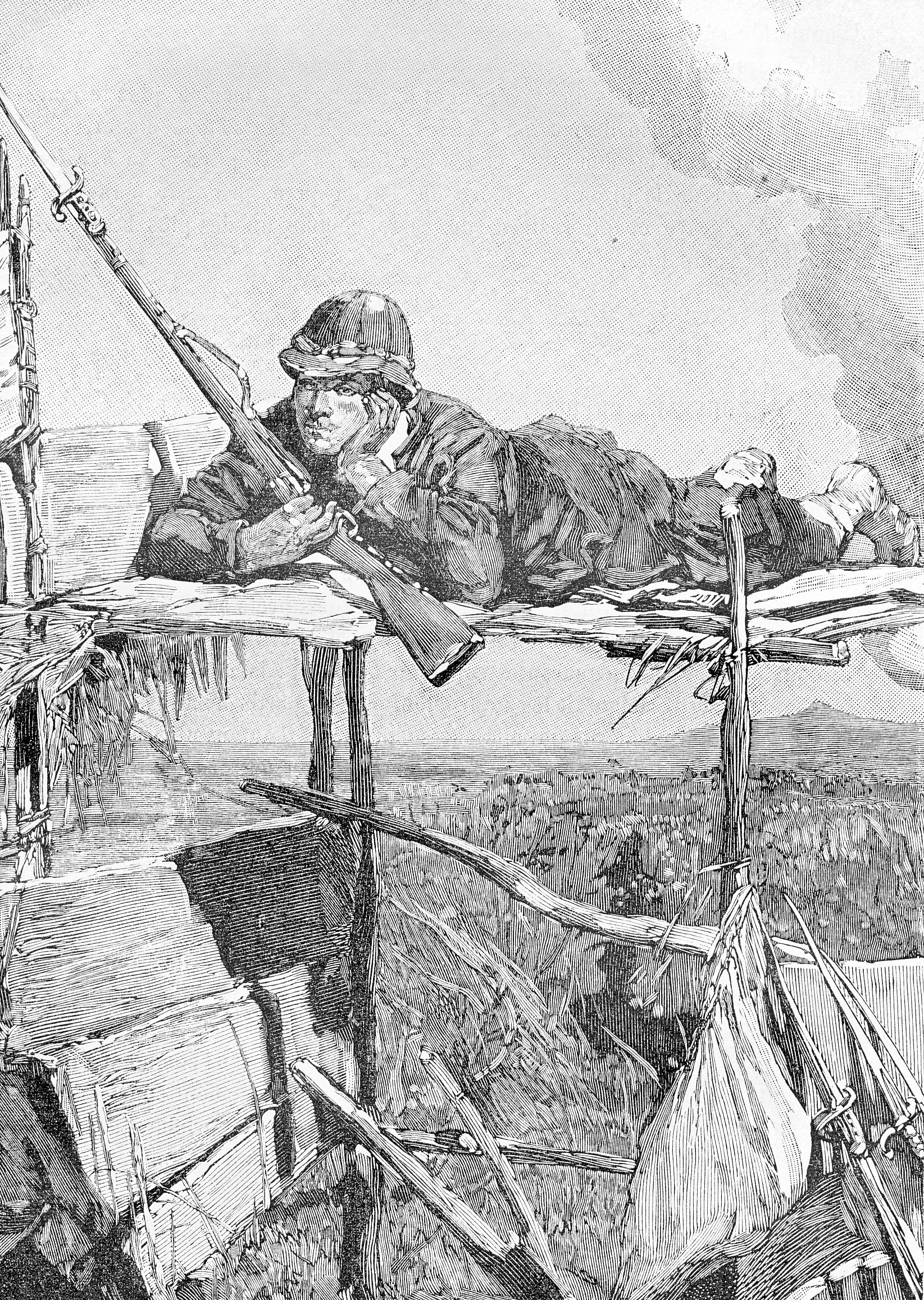
Un cecchino della Legione a Tuyên Quang

Il 31 dicembre 1884 i cinesi lanciarono un primo attacco, che fu respinto con perdite. Attaccarono di nuovo il 10 gennaio 1885 e il 26 gennaio 1885, ma senza miglior successo. Nel frattempo avevano impegnato più di 1000 uomini nello scavo di trincee coperte per avvicinarsi alle mura della fortezza da sud-ovest e da nord contemporaneamente. Il 27 gennaio 1885 le loro trincee si trovavano a meno di 1000 metri dalle mura francesi e cominciarono a minare il fortino. Poiché le comunicazioni con la cittadella erano minacciate, il fortino dovette essere abbandonato il 30 gennaio 1885, in quanto i cannoni di cui disponeva Dominé erano di calibro troppo ridotto per danneggiare seriamente le trincee nemiche.
I cinesi trasformarono il fortino francese abbandonato in una postazione fortificata per una batteria di quattro cannoni e strinsero l'accerchiamento della postazione francese. Da quel momento in poi, gli attacchi alle posizioni francesi furono quasi quotidiani e i difensori furono sottoposti al fuoco di sbarramento quasi continuo di cannoni, mortai e fucili da tutti i lati. I francesi fecero il possibile per rispondere.  Dominé inviò 25 tiratori scelti della Legione sulle torri di guardia della cittadella con l'ordine di sparare contro i soldati cinesi che lavoravano come manovali sui terreni attraverso i quali i cinesi si avvicinavano, al fine di interrompere i progressi delle opere d'assedio cinesi. I cecchini della Legione facevano normalmente nove o dieci vittime al giorno e, alla fine dell'assedio, si stimava che avessero ucciso oltre 700 soldati nemici. Dominé fece entrare in gioco in alcuni casi la propria artiglieria e la cannoniera Mitrailleuse colpiva le posizioni cinesi sul Fiume Chiaro con il fuoco di "cannoni-revolver" Hotchkiss.  I cinesi risposero schierando i propri cecchini sulle colline intorno alla postazione francese. Raramente colpivano i loro bersagli, ma il peso del loro fuoco, proveniente da posizioni elevate, limitava fortemente i movimenti all'interno della fortezza.

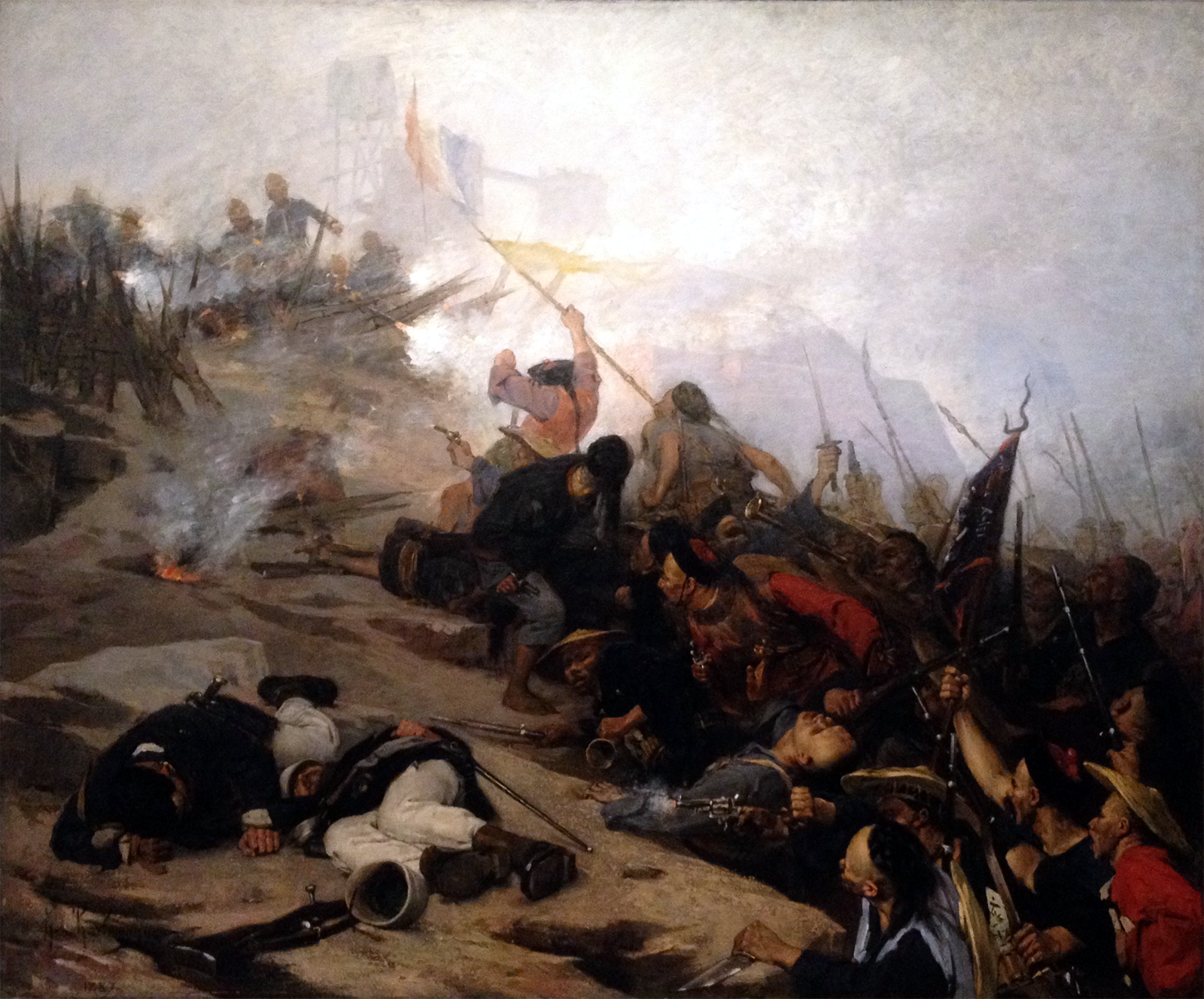
Il quarto assalto cinese al perimetro di Tuyên Quang,

Dopo aver allontanato con successo i francesi dal fortino periferico, i cinesi proseguirono le proprie azioni contro le mura della fortezza francese. Se fossero riusciti a minare le mura e a far crollare alcune sezioni del perimetro di difesa, avrebbero potuto far valere la loro superiorità numerica attaccando i francesi penetrando attraverso le brecce. Le intenzioni cinesi erano ovvie e il sergente del genio Jules Bobillot fece del suo meglio per ostacolarle. Sia i francesi che i cinesi scavarono febbrilmente gallerie e controgallerie. L'11 febbraio 1885 un colpo di piccone abbatté la parete che separava un minatore francese da uno cinese: si scatenò una scontro sotterraneo a colpi di rivoltella. I francesi cercarono invano di allagare le trincee cinesi, che erano più basse delle loro. La sera del 12 febbraio 1885 la prima mina cinese fu fatta esplodere sotto il muro perimetrale, ma il suo effetto fu indebolito dalle controgallerie. Un successivo assalto cinese fu respinto con gravi perdite.
Un'altra mina, esplosa il 13 gennaio 1885, aprì una breccia di 15 metri nel muro sud-ovest della cittadella. Il capitano Moulinay si precipitò sul punto minacciato con la sua compagnia, fermò un attacco nemico e respinse gli assalitori nelle loro trincee più avanzate. Il corpo di un legionario francese fu scaraventato sui parapetti nemici dalla forza dell'esplosione e la notte successiva il caporale Beulin della Legione prese un gruppo di tre soldati per andare nella terra di nessuno a recuperarlo.

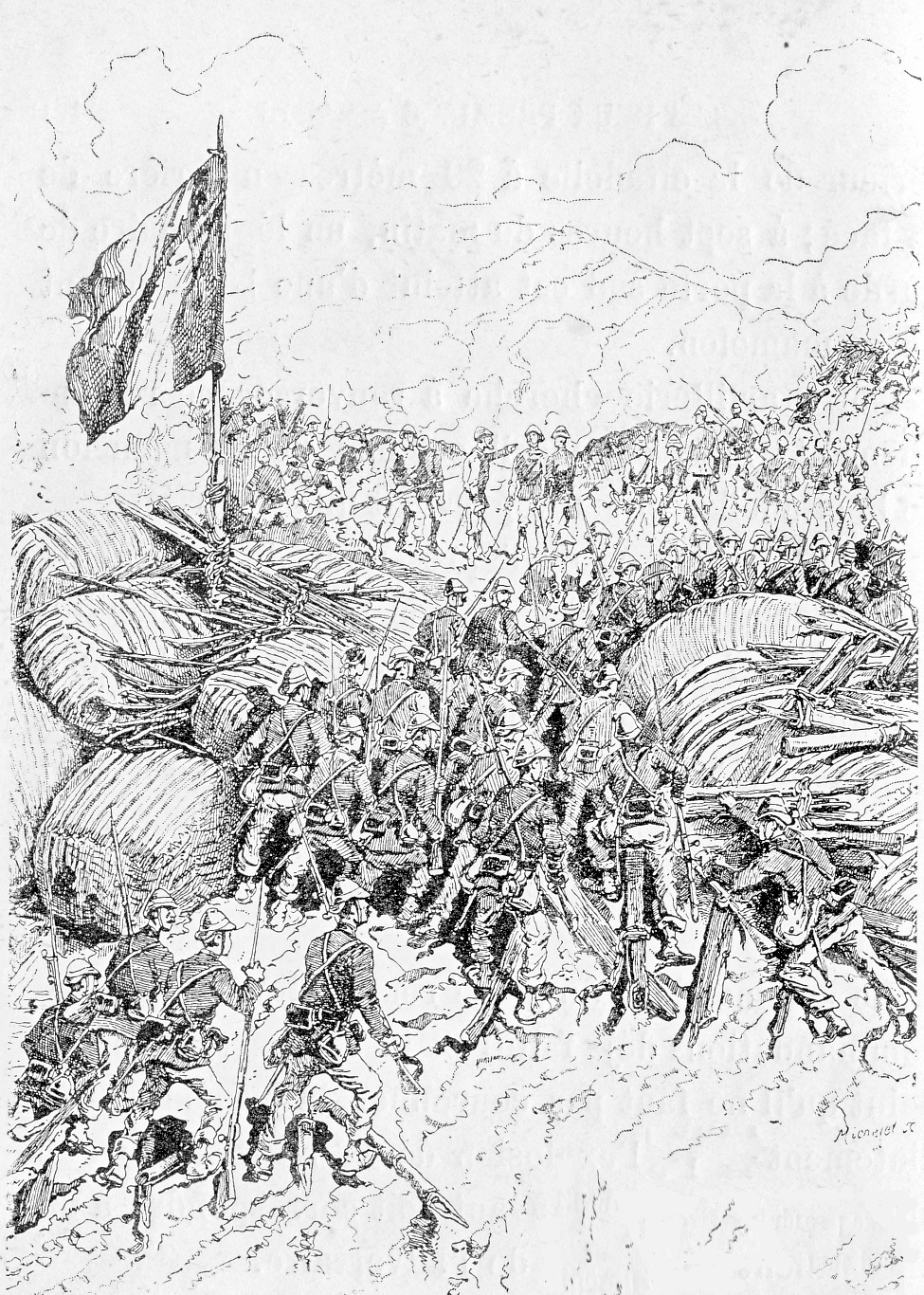
Legionari della guarnigione di Tuyên Quang avanzano a coronamento della breccia nel muro di cinta,

Il 17 febbraio 1885 i cinesi portarono nuovi cannoni e il bombardamento della cittadella, con cannoni e mortai di notte, con fucili di giorno, continuò senza sosta. La maggior parte degli edifici divenne inabitabile e i francesi dovettero abbandonarli e vivere in buche scavate nella terra. Le scorte di sigarette erano ormai esaurite, mettendo ulteriormente a dura prova i difensori. Dormire divenne sempre più difficile e di giorno la maggior parte dei soldati francesi che non erano in servizio sul muro perimetrale erano impegnati a scavare ulteriori difese interne. Dominé fece costruire una ridotta nell'angolo sud-est della fortezza, dove si sarebbe potuto fare un'ultima resistenza se i cinesi avessero preso d'assalto le mura perimetrali.
Alle 7:00 del 22 febbraio 1885 i cinesi sferrarono il loro quarto assalto. Dopo aver fatto esplodere una mina e aver effettuato un attacco diversivo per attirare i difensori sulla breccia, fecero esplodere una seconda mina che uccise 12 legionari e ne ferì altri 20. Il capitano Moulinay e il sottotenente Vincent rimasero entrambi uccisi nell'esplosione. I cinesi caricarono quindi attraverso la breccia ma furono respinti dal contrattacco guidato dal comandante Dominé in persona. Nel frattempo i cinesi fecero esplodere una terza mina sotto un'altra sezione del perimetro, facendo crollare quasi 60 metri di muro. Questa esplosione fu il segnale per l'assalto generale cinese. Centinaia di soldati cinesi si riversarono fuori dalle loro trincee e avanzarono verso le due brecce aperte nelle difese francesi, ma i francesi si erano ormai ripresi dallo shock della seconda mina e li respinsero con relativa facilità.
Un quinto assalto cinese fu sferrato il 24 febbraio 1885 e un sesto il 25 febbraio 1885. Come avvenuto per i precedenti, entrambi gli assalti furono decisamente respinti. A questo punto la guarnigione aveva respinto sei tentativi di assalto alle sue posizioni e aveva perso più di un terzo delle sue forze (50 morti e 224 feriti), sostenendo una difesa eroica a dispetto della schiacciante superiorità numerica del nemico. Alla fine di febbraio era chiaro che Tuyên Quang sarebbe caduta se non fosse stata immediatamente soccorsa.

## L'arrivo della spedizione di soccorso

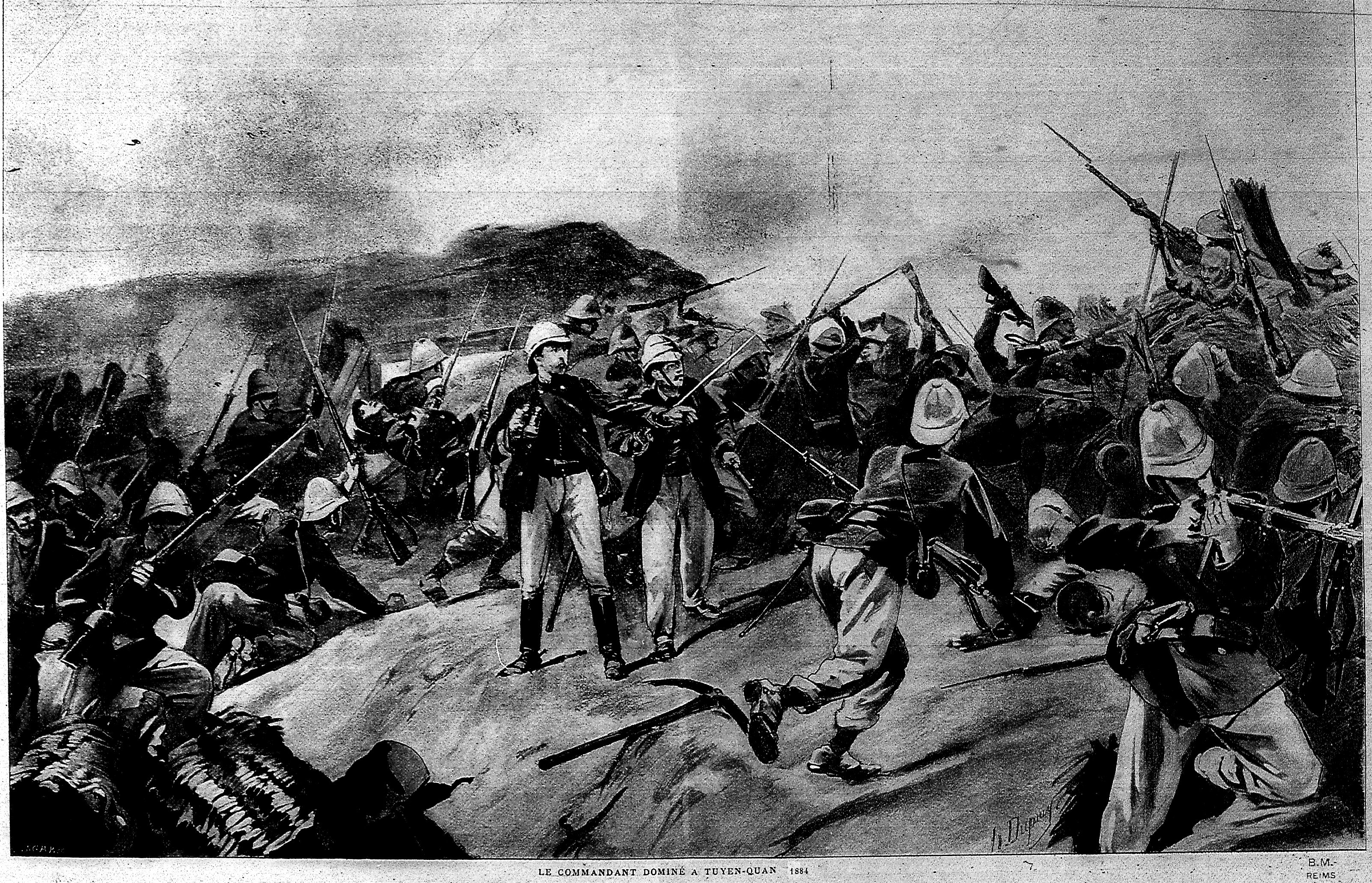
Combattimenti a Tuyên Quang

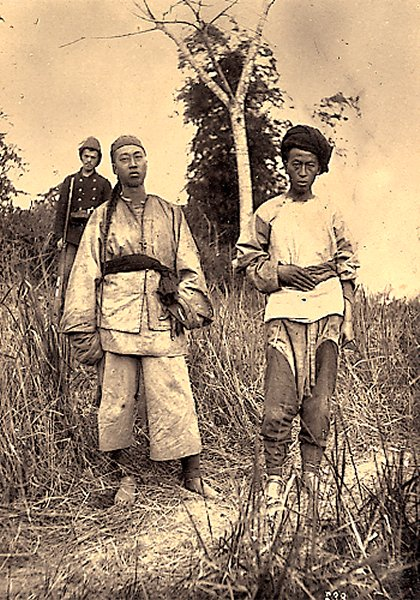
Soldati nemici catturati dai francesi a Tuyên Quang

Durante i mesi di gennaio e febbraio 1885 gli assedianti poterono esercitare un'enorme pressione sulla guarnigione perché il grosso del Corpo di spedizione del Tonchino era impegnato nella campagna di Lạng Sơn (febbraio 1885). Tuttavia, la cattura di Lạng Sơn, avvenuta il 13 febbraio 1885 permise ai francesi di venire in soccorso di Tuyên Quang.
Il generale Brière de l'Isle guidò personalmente la 1ª brigata del tenente colonnello Laurent Giovanninelli fino ad Hanoi e poi risalì il fiume per soccorrere Tuyên Quang. La brigata, rinforzata a Phu Doan il 24 febbraio 1885 da una piccola colonna proveniente da Hưng Hóa al comando del tenente colonnello de Maussion, trovò la strada per Tuyên Quang bloccata da una forte posizione difensiva cinese a Hòa Mộc.
Il 2 marzo 1885 Giovanninelli attaccò il fianco sinistro della linea difensiva cinese. La battaglia di Hòa Mộc fu il più aspro scontro della guerra franco-cinese. Due assalti furono respinti con decisione dai cinesi. Alla fine i francesi riuscirono conquistare le posizioni nemiche, ma subirono pesanti perdite.. La loro costosa vittoria aprì però la strada per Tuyên Quang. L'Esercito dello Yunnan e le Bandiere nere levarono l'assedio e si ritirarono a ovest, mentre la forza di soccorso entrò nella postazione assediata nel pomeriggio del 3 marzo 1885.
Tre giorni prima, il 28 febbraio 1885, i cinesi avevano compiuto un settimo e ultimo assalto al perimetro di Tuyên Quang. Sapendo che la colonna di soccorso era vicina e che quella sarebbe stata la loro ultima possibilità di catturare la postazione, i cinesi attaccarono con fanatico coraggio, ma ancora una volta non riuscirono a forzare la breccia. Il 2 marzo 1885 gli uomini della guarnigione di Tuyên Quang udirono il rumore dei colpi di fucile e di cannone provenienti dalla gola di Yu Oc, dove la 1ª brigata stava combattendo per raggiungere la postazione assediata. Le speranze di soccorso svanirono quando i rumori della battaglia continuarono fino a notte fonda: sembrava fin troppo probabile che gli uomini di Giovanninelli fossero stati fermati dalle Bandiere nere.
La mattina del 3 marzo 1885, con loro grande stupore, i difensori si svegliarono e scoprirono che i cinesi avevano abbandonato l'assedio e Dominé fece uscire delle pattuglie per esplorare le trincee nemiche. L'ultima vittima francese dell'assedio fu dovuta ad una scaramuccia con una piccola forza di retroguardia cinese. Il legionario Striebler vide un soldato cinese che stava mirando al capitano de Borelli e si gettò tra i due uomini. Striebler fu ucciso all'istante dal proiettile destinato al suo capitano. Il ricordo dell'episodio perseguitò de Borelli per il resto della sua vita: iversi anni dopo pubblicò una commovente poesia dedicata ai membri della Legione straniera francese, "A mes hommes qui sont morts".
L'arrivo della colonna di soccorso nel pomeriggio del 3 marzo 1885 fu accolto con giubilo dai difensori. Il capitano Jean-François-Alphonse Lecomte, che aveva marciato con la brigata di Giovanninelli, registrò l'incontro tra il capitano de Borelli e il generale Brière de l'Isle:
"Buon pomeriggio, capitano, come sta? Siamo felici di vederla!".
"Certo! Anch'io! Soprattutto perché ho scampato per un pelo di essere ucciso stamattina!".»

## Perdite

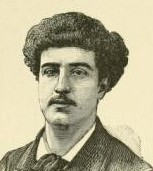
Il sergente Jules Bobillot

Le perdite della guarnigione di Tuyên Quang durante l'assedio furono di 50 morti e 224 feriti. Tra i morti c'era anche il sergente ingegnere Jules Bobillot, le cui energiche contromisure avevano ritardato il progresso delle opere d'assedio cinesi. Bobillot divenne un eroe nazionale in Francia e le strade di molte città e villaggi francesi portano ancora il suo nome. Le perdite della 1ª brigata di Giovanninelli nella battaglia di Hòa Mộc furono di 76 morti e 408 feriti.
Si ritiene che i cinesi e le Bandiere nere abbiano subito perdite per circa 1000 morti e 2000 feriti durante l'assedio di Tuyên Quang e la battaglia di Hòa Mộc. Tra i morti vi furono due alti ufficiali cinesi: il generale Liu Jiegao (Liu Chieh-kao, 劉節高), ucciso mentre guidava una carica durante il quarto assalto cinese del 22 febbraio 1885, e Tan Jingde (T'an Ching-te, 談敬德), uno dei comandanti di battaglione di Tang Jingsong, anch'egli ucciso mentre guidava un assalto.

## Significato

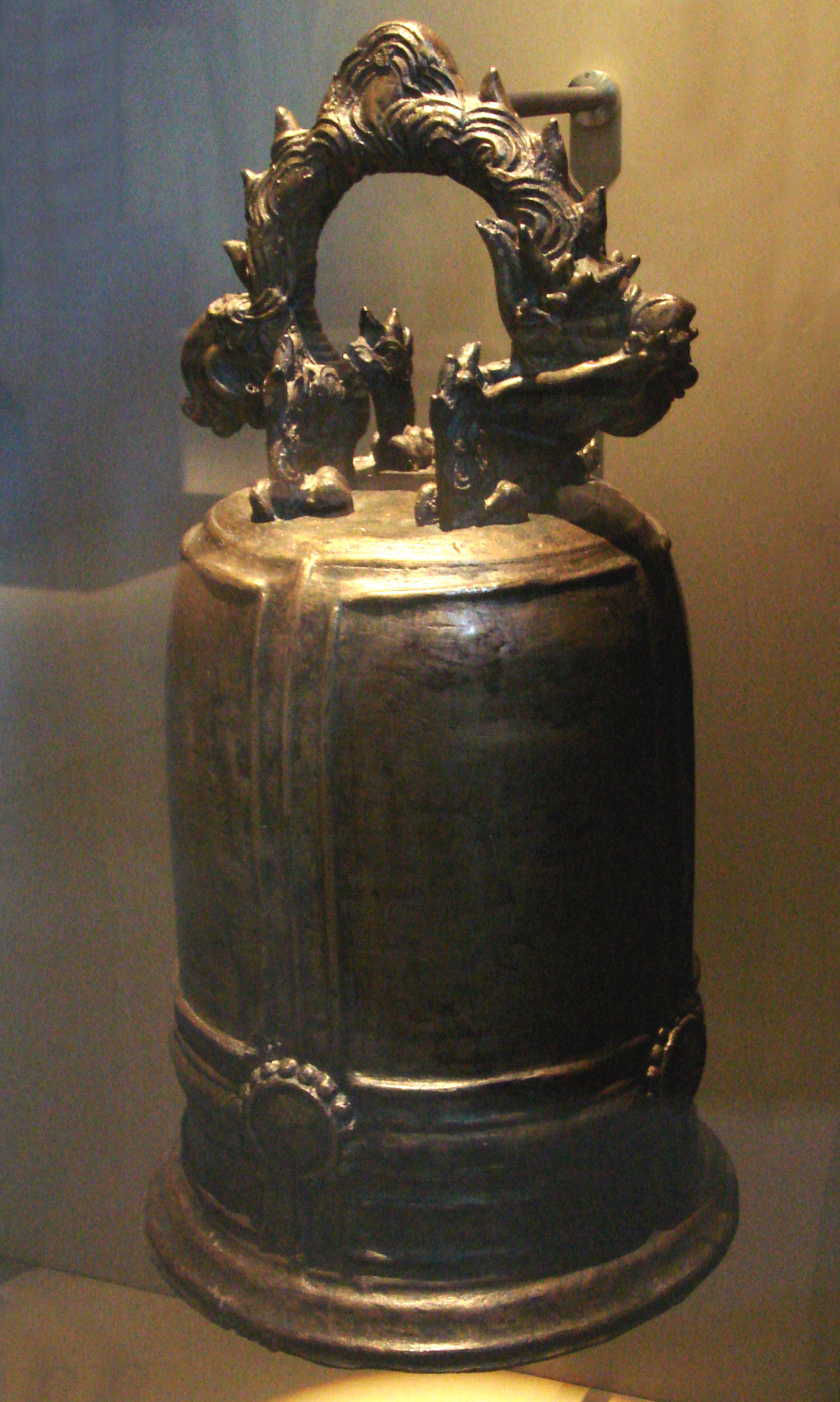
Campana della pagoda dell'assedio di Tuyên Quang - Musée de l'Armée, Parigi

In Francia, la difesa di Tuyên Quang divenne il simbolo della guerra franco-cinese
. Il diario giornaliero di Dominé sull'assedio fu pubblicato integralmente nel Journal officiel, e un ordine del giorno impartito il 4 marzo 1885 da Brière de l'Isle agli uomini della guarnigione di Tuyên Quang godette di immediata celebrità:
La difesa di Tuyên Quang occupa un posto secondo solo alla battaglia di Camarón nell'albo d'oro della Legione Straniera, ed è commemorata nella prima strofa di Le Boudin, il celebre inno della Legione: Au Tonkin, la Légion immortelle à Tuyen-Quan illustra notre drapeau "(In Tonchino, la Legione immortale ha coperto di gloria la nostra bandiera a Tuyên Quang").
L'assedio dimostrò anche le capacità di comando del generale di Tang Jingsong e le capacità professionali dell'Esercito dello Yunnan. L'Esercito dello Yunnan comprendeva un gran numero di ufficiali e di uomini che avevano imparato l'arte della guerra d'assedio sotto il maresciallo Ma Rulong (Ma Ju-lung, 馬如龍), che aveva represso un'insurrezione musulmana nello Yunnan all'inizio degli anni 1870. Il capitano Jean-François-Alphonse Lecomte, uno degli ufficiali più perspicaci del Corpo di spedizione del Tonchino, rese omaggio all'abilità dimostrata dall'esercito dello Yunnan nell'assedio a Tuyên Quang: